# Joshipur
Joshipur (nep. जोशीपुर) – gaun wikas samiti w zachodniej części Nepalu w strefie Seti w dystrykcie Kailali. Według nepalskiego spisu powszechnego z 2001 roku liczył on 2559 gospodarstw domowych i 19306 mieszkańców (9389 kobiet i 9917 mężczyzn).